# Музей на Місяці
«Музей на Місяці» або Місячний музей (англ. Moon Museum — художній твір шести американських авторів — Роберта Раушенберга, Девіда Новроса, Джона Чемберлена, Класа Ольденбурга, Форреста Маєрса і Енді Воргола — на керамічній пластині розміром три чверті дюйма на половину дюйма (1,9 см × 1,3 см).
Стверджується, що ця пластина нібито була таємно прикріплена до однієї з ніг Місячного посадкового модуля і згодом залишена на Місяці під час експедиції Аполлон-12. Вважається першим космічним арт-об'єктом. Однак неможливо точно стверджувати, що пластина залишилася на Місяці, не здійснивши для цього спеціальну космічну місію.

## Опис
Твір є керамічною пластиною розміром три чверті дюйма на половину дюйма (1,9 см × 1,3 см) на якій розташовано шість чорно-білих робіт.
Верхній ряд.
1. Малюнок Енді Воргола — або стилізовані ініціали Енді або «ракетний корабель» або пеніс. На зображенні, яке іноді асоціюють з Місячним музеєм, малюнок Воргола покритий великим пальцем.
2. «Лінія» Роберта Раушенберга.
3. Чорний квадрат з тонкими білими лініями Девіда Новроса[de].

Нижній ряд.
1. «Схема» Джона Чемберлена.
2. «Геометричний Міккі Маус» Класа Ольденбурга.
3. Згенерований комп'ютером малюнок під назвою «Взаємозв'язок» Форреста Маєрса.

## Історія

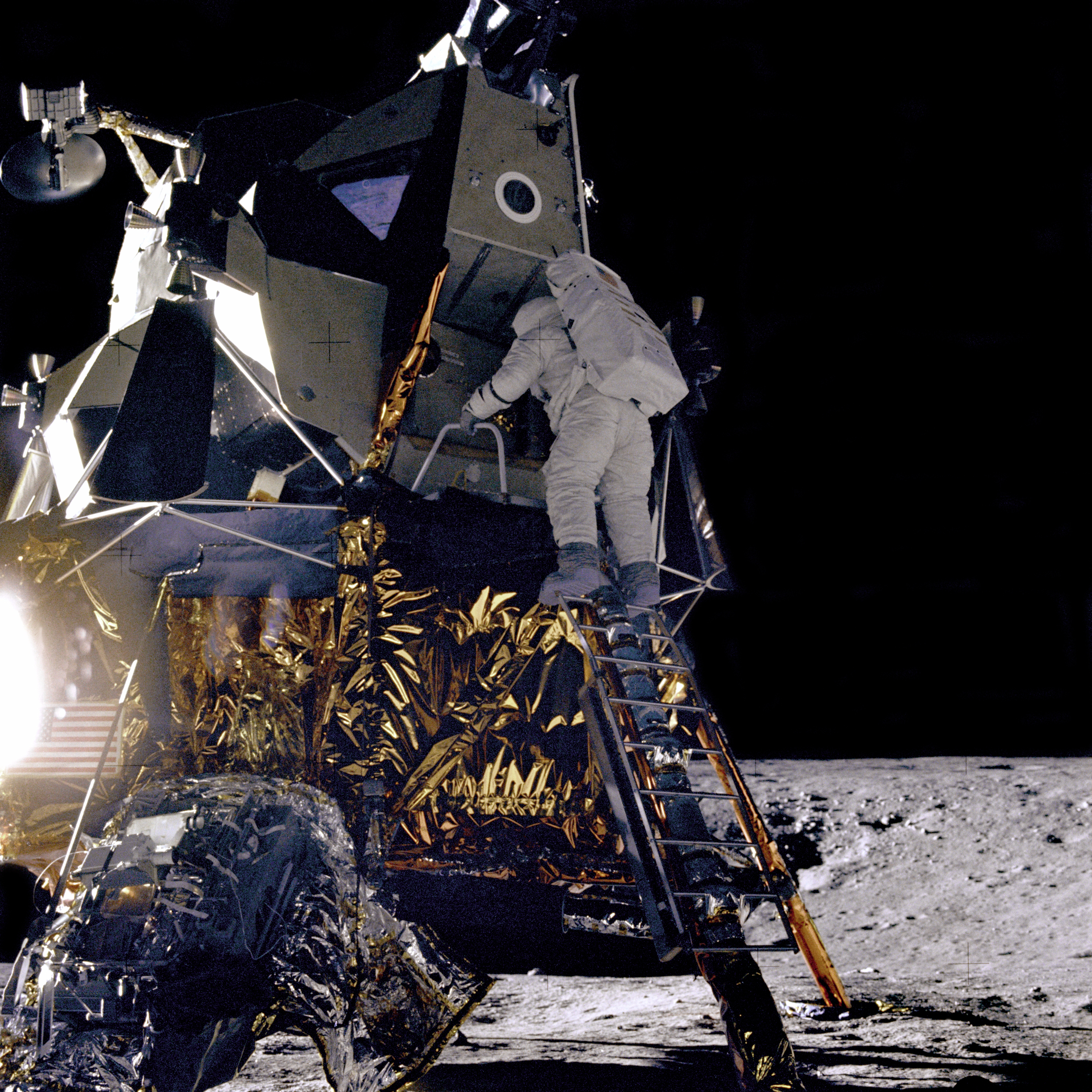
Місячний посадковий модуль LM-6 корабля Аполлон-12

Ідея створення цього твору належить Форресту Маєрсу, який запропонував зробити на керамічній пластині мініатюрний музей з робіт шести видатних американських художників і залишити його на Місяці. Всі спроби Маєрса зробити це офіційним чином через НАСА не мали успіху. Тоді він пішов нелегальним шляхом, вирішивши пронести пластину на борт космічного корабля без офіційного дозволу. Маєрс зв'язався зі співробітниками некомерційної групи Experiments in Art and Technology, а також співробітниками з Лабораторій Белла і Фредом Вальдгавером (інженер Grumman Corporation), разом з якими було створено от 16 до 20 керамічних пластин з вигравіюваними на них слайдами шести художників. Одну з пластин передано на Місячний модуль, інші розійшлися між учасниками цього проєкту. Власне розміщення пластини на космічному кораблі забезпечив Фред Вальдгавер, підтвердивши цей факт спеціальною телеграмою на адресу Форреста Маєрса.
Факт проведення цієї акції приховували від громадськості доти, поки Маєрс не сповістив про це New York Times, яка опублікувала статтю про проєкт.